# Uthumphon
Phra Bat Somdet Phra Chao Uthumphon Mahaphon Phinit ((TH)  พระบาทสมเด็จพระอุทุมพรมหาพรพินิต) detto anche Somdet Phra Boromaracha Thirat IV ((TH)  สมเด็จพระบรมราชาธิราชที่ ๔) (... – Sagaing, 1796), è stato il penultimo sovrano del Regno di Ayutthaya, nell'odierna Thailandia.
Fu re in due riprese: la prima dal 29 aprile del 1758 fino al 1º giugno dello stesso anno, e la seconda dal 1760 al 1762. Entrambe le volte dovette rinunciare al trono in favore del fratello maggiore Ekathat, il quale, debole di salute mentale e fisica, portò alla distruzione il glorioso regno nel 1767.

## Biografia

### Il regno del padre
Nato con il nome di principe Dok Duea, era il terzo figlio del suo predecessore Boromakot, che fu il monarca di Ayutthaya dal 1733 al 1758. Durante quegli anni il regno conobbe uno dei periodi più splendenti da quando fu creato nel 1350. Fiorirono le arti e l'economia, i fasti della corte furono decantati dai letterati dell'epoca, vennero promulgate leggi eque e ristrutturati i templi.
A questa prosperità socio economica non si accompagnò l'ammodernamento delle forze armate, i cui comandanti furono decimati nel corso di una guerra civile all'inizio del regno di Boromakot, e mai più adeguatamente rimpiazzati. Il fatto che il paese non combattesse alcuna guerra dal 1717 ed i successi ottenuti in campo socio-economico portarono all'assopimento del tradizionale spirito guerriero dei siamesi.
Nel 1740 il re nominò erede al trono il figlio maggiore Dharmmadhibet. Questi però ebbe una relazione con le concubine del padre, fu scoperto nel 1756 e messo a morte insieme alle amanti. Boromakot scelse allora Dok Duea come successore, in quanto il secondo figlio Ekathat, a causa dei suoi problemi psicofisici, venne giudicato inadatto come re e gli fu imposto di diventare monaco e di vivere in un monastero.

### Ascesa al trono e prima abdicazione
Il 29 aprile del 1758 Boromakot morì e Duea venne incoronato re con il nome regale Phra Bat Somdet Phra Chao Uthumphon Mahaphon Phinit, chiamato più semplicemente Uthumphon. Subito dopo l'investitura scoprì un complotto organizzato ai suoi danni da tre dei suoi fratellastri e li fece imprigionare. Ekathat intanto sciolse i voti, uscì dal monastero e proclamò i suoi diritti al trono in qualità di fratello maggiore. Si creò un seguito di simpatizzanti e prese ad interferire negli affari di stato, in particolar modo si occupò dei tre fratellastri prigionieri che furono in breve torturati e uccisi. Vedendosi esautorato, Uthumphon abdicò pochi giorni dopo l'ascesa al trono e si fece monaco nel Wat Pradusongtham, che si trovava qualche chilometro a nord della città, alla condizione che sarebbe tornato sul trono una volta uscito dal monastero.

### Il primo regno di Ekathat
I problemi di cui Ekathat soffriva avevano fatto di lui una persona debole, insicura e negligente, inadatta a guidare il paese nelle terribili prove a cui stava per essere sottoposto. Inoltre l'inusuale presenza contemporanea di un re ed un ex re aveva creato delle fazioni.
Durante la sua permanenza al wat Uthumphon fu informato dal fratellastro Thepphiphit che questi, assieme ad alcuni nobili, stava tramando una rivolta contro Ekathat. Riuscì a dissuaderli e, dopo aver avuto garanzie che non li avrebbe fatti uccidere, mise al corrente del complotto lo stesso Ekathat. I nobili e Thepphiphit furono imprigionati, quest'ultimo riuscì in seguito a rifugiarsi in Sri Lanka.
Dopo anni di guerre fra i vari regni in cui si era spaccata, la Birmania era stata unificata dal re Alaungpaya di Ava, che aveva ora ai suoi ordini un grande ed agguerrito esercito, con il quale invase nel 1759 la regione meridionale di Tenasserim, che era a quel tempo parte del Siam.
Intraprese una marcia forzata verso nord e dopo una serie di vittorie giunse ad assediare Ayutthaya agli inizi del 1760. La corte siamese, sorpresa dal repentino attacco e contrariata dall'incapacità di Ekathat nell'affrontarlo, lo costrinse ad abdicare e richiamò Uthumphon.

### Il secondo regno
Il primo attacco fu respinto, ma ad aprile arrivarono i rinforzi birmani e l'assedio riprese con maggiore intensità. Alaungpaya rimase accidentalmente ferito dallo scoppio di un suo cannone mentre stava tentando di bombardare il palazzo reale. Ridotto in fin di vita, l'eroe della riunificazione birmana ordinò il ritiro delle truppe e morì a soli 45 anni, sulla strada del ritorno, nel maggio del 1760.
Uthumphon pensava di continuare a governare permanentemente e fece piazza pulita nei pubblici uffici dei corrotti funzionari legati a Ekathat sostituendoli con altri di sua fiducia, ma dopo qualche tempo Ekathat riprese a ordire intrighi ai suoi danni e, nel timore di gravi conseguenze, Uthumphon abdicò nuovamente in favore del fratello, tornando in monastero nel 1762.

### Il secondo regno di Ekathat
Appena Ekathat tornò al potere licenziò gli ufficiali fedeli a Uthumphon e fece riprendere servizio a quelli che aveva nominato durante il suo primo regno.
Il crescente benessere che si era registrato durante il regno di Boromakot, aveva portato i nobili e la classe dirigente a permettersi lussi e privilegi che in passato erano stati appannaggi esclusivi del re. Ma se Boromakot aveva una grande personalità ed era sempre riuscito a mantenere il controllo della situazione con autorevolezza, i suoi due figli non seppero opporsi alla crescente influenza di cortigiani e nobili, che agirono sempre di più per interesse personale e crearono fazioni spesso in lotta fra di loro. Venne a mancare così quel sentimento unitario che sarebbe stato necessario per affrontare la minaccia birmana.
Negli anni che seguirono la prima invasione, la corte di Ava fu occupata a sedare alcune ribellioni interne, ma nel 1763 riprese il suo programma espansionistico. Prima occuparono al nord Chiang Mai e tutto il Regno di Lanna dei tai yuan, che come i siamesi fanno parte dei popoli tai. Tale regno per lungo tempo era stato vassallo dei birmani, ma da alcuni anni aveva riacquistato l'indipendenza. Le truppe di Ava si spinsero poi in Laos dove sottomisero il regno di Luang Prabang. A cavallo tra il 1763 ed il 1764, occuparono nuovamente Tenasserim, che i siamesi si erano ripresi dopo la morte di Alaungpaya, e ricominciarono la marcia verso nord.
Fu in questo periodo che si mise in luce il giovane generale Taksin, la cui armata respinse i birmani a Phetchaburi, 250 chilometri a sud di Ayutthaya. Questa vittoria concesse ad Ayutthaya un anno di pace, ma nel 1765 i birmani attaccarono direttamente Ayutthaya, che Taksin difese valorosamente guadagnandosi il titolo di Phraya Vajiraprakarn di Kamphaeng Phet.

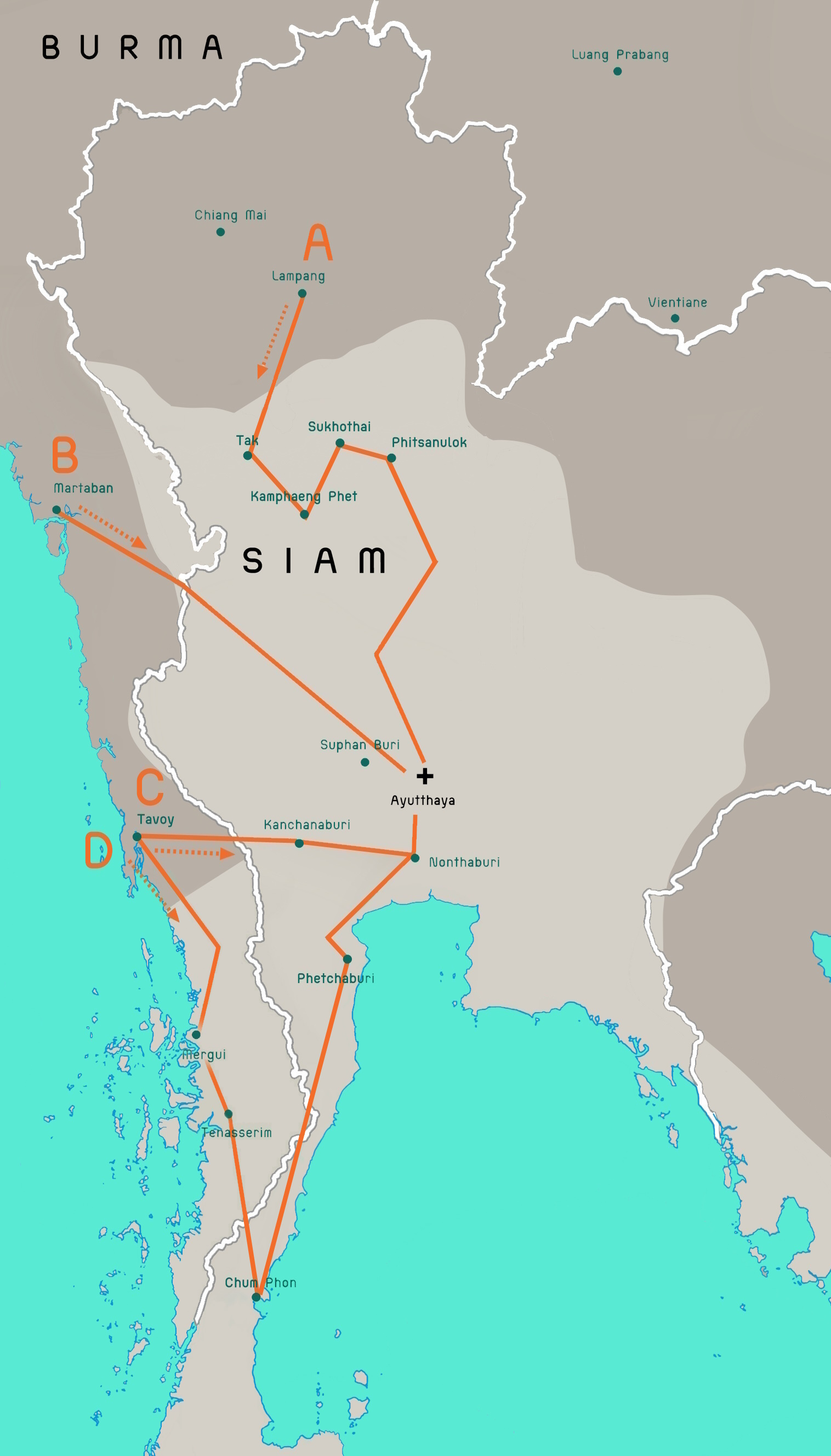
Il percorso delle 4 armate birmane nella loro marcia su Ayutthaya tra il 1765 ed il 1767

I birmani di re Hsinbyushin ripresero subito l'offensiva. Dispiegarono 4 armate, una che partì a nord da Lampang, in territorio Lanna, che a quel tempo faceva parte della Birmania, una entrò nel Siam dalla frontiera a nord-ovest, una penetrò da ovest e l'ultima invase il sud del paese per poi risalire verso nord. Dopo aver superato le disorganizzate forze siamesi su tutti i fronti, le quattro armate birmane, nel gennaio del 1766, si unirono attorno ad Ayutthaya e, forti di 50.000 soldati ben addestrati, la cinsero d'assedio. Taksin fu nuovamente chiamato a difendere la capitale mentre Uthumphon, a cui fu nuovamente offerto il trono, questa volta rifiutò e continuò la vita monastica spostandosi in un wat all'interno delle mura della città, visto lo scempio che i birmani stavano facendo nei territori conquistati.

### La caduta di Ayutthaya e la deportazione in Birmania
L'assedio dei birmani del nuovo re Hsinbyushin durò 14 mesi. Ekathat volle comandare la difesa della città rivelandosi un incapace e in svariate circostanze ostacolò le iniziative dei suoi generali. Taksin con un manipolo di soldati riuscì a rompere l'assedio e a catturare il campo birmano, dalla città non giunsero i necessari rinforzi e i birmani riuscirono a respingere il contrattacco. Questo ed altri episodi simili frustrarono gli sforzi di Taksin, che nel gennaio del 1767 con alcune centinaia di uomini della sua guardia lasciò Ayutthaya al suo destino e si rifugiò nell'est del Paese.
L'assedio si concluse con la caduta della capitale il 7 aprile del 1767. Ebbe così fine il regno di Ayutthaya, che era stato fondato nel 1350. Quando i birmani entrarono in città si lasciarono andare ad ogni sorta di barbarie, trucidando donne e bambini e razziando tutto quanto era possibile. Gli annali di Ayutthaya, i manoscritti contenenti le antiche leggi ed i testi sacri furono portati via o dati alle fiamme. Furono incendiati e distrutti tutti gli edifici e deportati ad Ava come schiavi un numero di siamesi che viene stimato tra i 30.000 e i 200.000, di cui circa 2.000 appartenenti alla famiglia reale. Uthumphon fu prelevato dal wat e deportato insieme a molti cortigiani ad Ava, in Birmania, mentre Ekathat trovò la morte dopo essere riuscito a fuggire.

### Gli ultimi anni

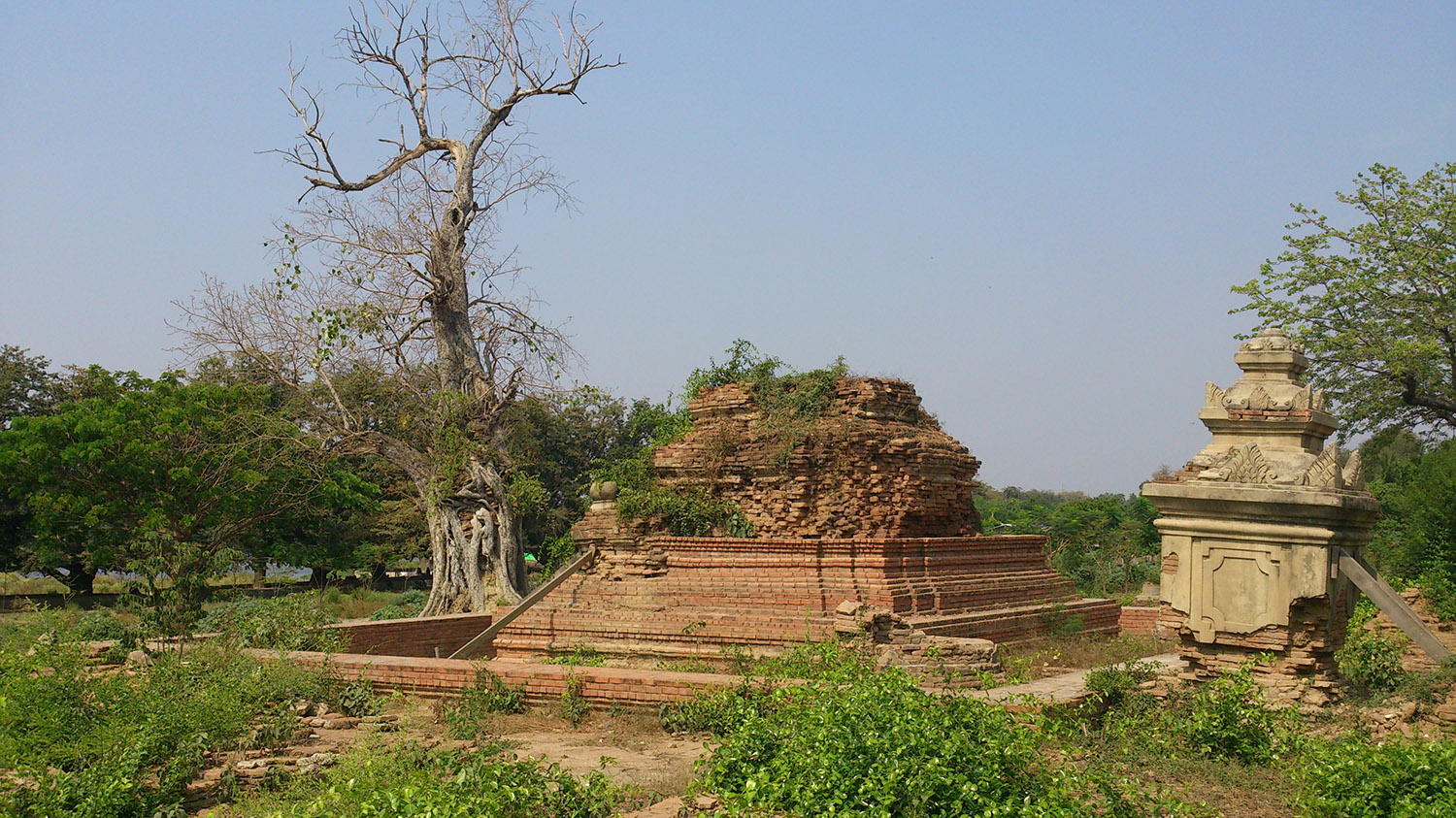
Il chedi di Utumphon ad Amarapura

Ad Ava Uthumphon dovette fare una relazione sul sistema di governo di Ayutthaya. In seguito fu trasferito a Sagaing, nella zona di Mandalay, dove Hsinbyushin fece costruire un villaggio per Uthumphon e il suo seguito, che furono conosciuti in Birmania come gli Yodaya. Secondo le cronache birmane visse in monastero fino alla morte avvenuta nel 1796. Durante gli anni vissuti in Birmania scrisse il libro di memorie Khun Luang Ha Wat (il re in monastero). I suoi resti furono posti in un chedi sulla collina di Linzin ad Amarapura, nei pressi di Mandalay.

## Eventi successivi

### Rifondazione del regno a Thonburi
Ayutthaya fu abbandonata ed invasa dalla giungla, solo molti anni dopo sarebbe stata ripulita e al suo posto sarebbe stata fondata una cittadina che nel 2006 ospitava circa 55.000 abitanti. Il paese si spaccò in sei parti controllate da locali signori della guerra. Uno di questi era Taksin, che si era rifugiato nella zona costiera ad est dell'odierna Bangkok, assumendone il controllo. Passò alcuni mesi ad organizzarsi poi affrontò e sconfisse i birmani, spostò la capitale alcuni chilometri più a sud, a Thonburi, dove fondò l'omonimo regno. Nel giro di pochi anni sarebbe riuscito a riunificare l'intero Siam.

### Restauro delChedidi Uthumphon in Birmania
Il 29 giugno 2013, le autorità thai e birmane annunciarono che il sito dove si trova il chedi di Uthumphon sarebbe stato rinnovato e trasformato in un parco storico. Dal febbraio precedente, un gruppo di archeologi thai e birmani avevano riportato alla luce in quella zona ossa e frammenti di abiti monacali. Verso fine anno fu scoperta una struttura muraria ritenuta un tempio con pietre in cui vi erano state delle inscrizioni. Il progetto di riconversione del sito prevede che il parco storico copra una superficie di 3,95 acri.